# جغرافیای کره جنوبی

موقعیت کره جنوبی در خاور دور

کُرهٔ جنوبی که با نام رسمی جمهوری کره (به کره‌ای: 대한민국) نیز شناخته می‌شود، کشوری است در بخش جنوبی شبه‌جزیره کره در شرق آسیا. پایتخت آن شهر سئول است. کرهٔ جنوبی از شمال با کره شمالی هم‌مرز است و مرز مشترک میان دو کشور حدود ۲۴۸ کیلومتر طول دارد. کرهٔ جنوبی از سه طرف دیگر با دریا احاطه شده است: در شرق دریای شرق (دریای ژاپن)، در غرب دریای زرد و در جنوب تنگه کره واقع شده است. مساحت این کشور حدود ۱۰۰٬۳۶۳ کیلومتر مربع است که تقریباً ۷۰ درصد آن را کوه‌ها و تپه‌های ناهموار پوشانده‌اند. طول خط ساحلی آن ۲٬۴۱۳ کیلومتر است.
کرهٔ جنوبی با جمعیتی حدود ۴۸٬۶۰۰٬۰۰۰ نفر (برآورد ژوئیهٔ ۲۰۱۰) و پایتختی در سئول، در بخش جنوبی شبه‌جزیرهٔ کره و در جنوب مدار ۳۸ درجهٔ عرض شمالی قرار دارد و تنها با کرهٔ شمالی مرز زمینی دارد.
پستی‌وبلندی‌های کشور عمدتاً از تپه‌ها و کوه‌ها تشکیل شده اما در بخش‌های غربی و جنوبی دشت‌های وسیعی دیده می‌شود. بلندترین نقطهٔ کرهٔ جنوبی، کوه هالاسان با ارتفاع ۱۹۵۰ متر است که آتشفشانی خاموش در جزیرهٔ ججو، واقع در جنوب سرزمین اصلی، به‌شمار می‌رود. اقلیم کرهٔ جنوبی معتدل است؛ بارندگی‌ها به‌ویژه به دلیل موسمی شرق آسیا در تابستان بیشتر از زمستان است. زمستان‌ها سرد تا بسیار سرد بسته به ارتفاع و تابستان‌ها گرم و مرطوب هستند.
کرهٔ جنوبی کشوری نیمه‌کوهستانی است و ارتفاعات آن عمدتاً در نواحی مرکزی و شمال شرقی واقع شده‌اند (از جمله کوه‌های تیسماک). جلگه‌ها در آن وسعت فراوانی داشته و مهم‌ترین رودهای آن عبارت‌اند از: سومجینوکوم، هان پوکهان و ناکتونگ. دارای جزیره‌های فراوانی بوده و جنگل‌ها در آن وسعت زیادی دارند. آب و هوای آن گرم و مرطوب و پرباران است.
بلندترین نقطهٔ کرهٔ جنوبی هالاسان است که یک آتشفشان خاموش در جزیرهٔ ججو به ارتفاع ۱۹۵۰ متر از سطح دریا می‌باشد. جزیرهٔ ججو بزرگ‌ترین جزیرهٔ کشور به‌شمار می‌رود و در جنوب تنگه کره جای دارد. دشت‌های پهناور و حاصلخیز در کرهٔ جنوبی محدودند و بیشتر در مناطق ساحلی غربی و جنوبی پراکنده‌اند. این دشت‌ها از مهم‌ترین مراکز کشاورزی و تولید برنج در کشور محسوب می‌شوند.
بیشتر رودخانه‌های کرهٔ جنوبی از رشته‌کوه‌های شرقی سرچشمه می‌گیرند و به سمت غرب یا جنوب جریان می‌یابند. رود هان که از میان سئول، پایتخت کشور، عبور می‌کند، یکی از مهم‌ترین رودهای این کشور است. رود ناک‌تونگ نیز طولانی‌ترین رود کرهٔ جنوبی است و به دریای جنوب می‌ریزد.
کرهٔ جنوبی دارای آب‌وهوای قاره‌ای مرطوب در شمال و نیمه‌گرمسیری مرطوب در جنوب است. زمستان‌ها معمولاً سرد و خشک و تابستان‌ها گرم و مرطوب همراه با بارش‌های موسمی شدید می‌باشند. بارش سالانه به‌طور میانگین بین ۱۰۰۰ تا ۱۸۰۰ میلی‌متر است و بیشتر آن در فصل تابستان رخ می‌دهد.

## زمین‌شناسی و ناهمواری‌ها

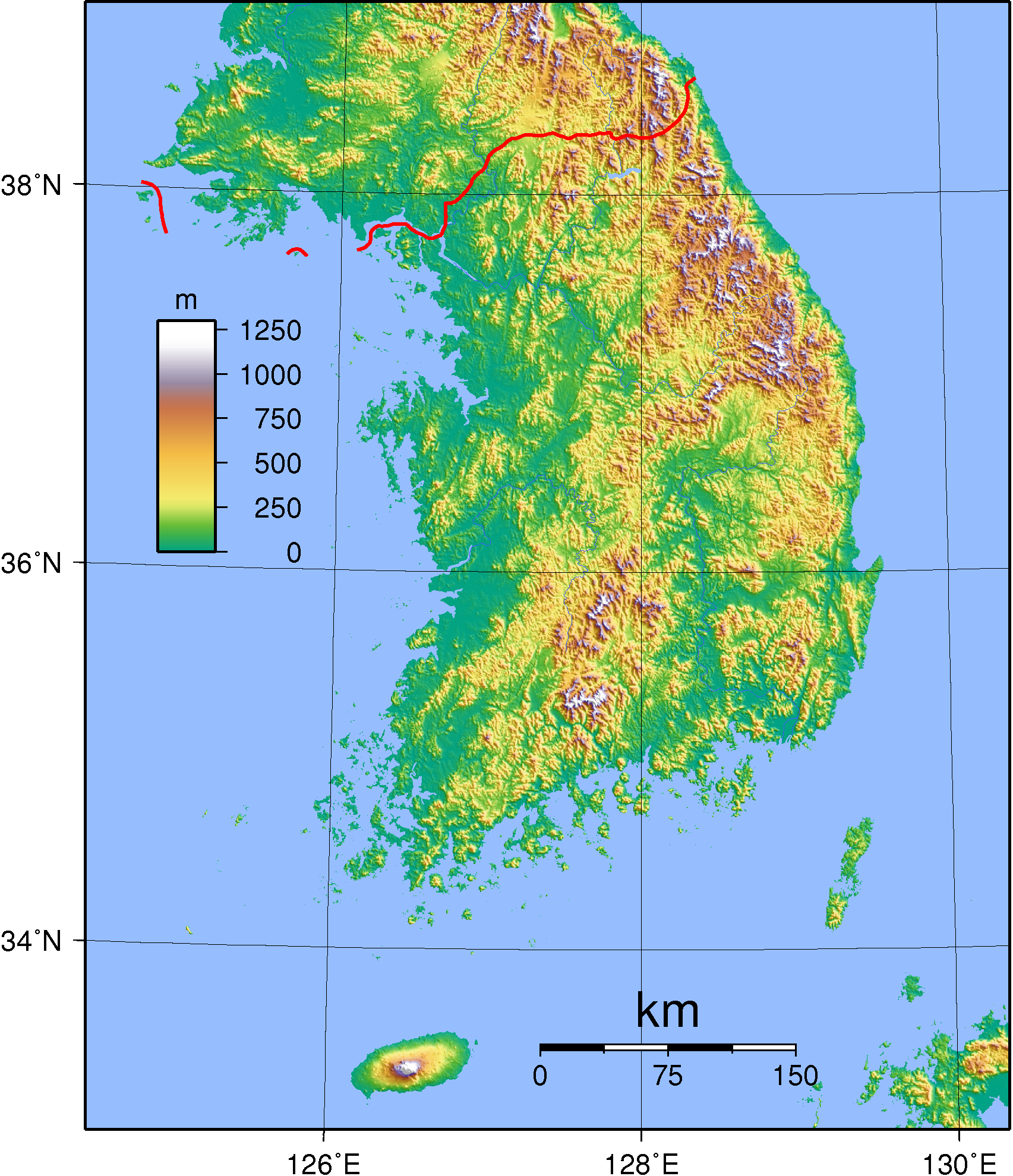
نقشه ناهمواری‌های کره جنوبی

کرهٔ جنوبی کوه‌های بسیاری دارد، اما در مقایسه با کوه‌های دیگر جهان کوچک به‌شمار می‌آیند. طی میلیون‌ها سال، باران و باد قله‌های آن‌ها را فرسوده کرده است. بیشتر قله‌ها کمتر از ۳۳۰۰ پا (۱۰۰۰ متر) ارتفاع دارند.
کره جنوبی در کل سرزمینی کوهستانی است و رشته‌کوه‌های تئبک در امتداد شرق کشور کشیده شده‌اند. این رشته‌کوه‌ها شیب‌های تندی به سوی دریای شرق دارند و از مهم‌ترین منابع معدنی کشور به‌شمار می‌روند. بلندترین نقطهٔ کره جنوبی هالاسان در جزیرهٔ ججو است که ۱۹۵۰ متر ارتفاع دارد و یک آتشفشان خاموش محسوب می‌شود.
دشت‌های وسیع و حاصلخیز در کره جنوبی محدود هستند و بیشتر در کرانه‌های غربی و جنوبی کشور یافت می‌شوند. این دشت‌ها به دلیل خاک آبرفتی حاصلخیز و بارندگی فراوان، از مراکز اصلی کشاورزی و به‌ویژه کشت برنج هستند.
کره جنوبی را می‌توان به چهار منطقهٔ کلی تقسیم کرد: منطقهٔ شرقی که دارای رشته‌کوه‌های مرتفع و ساحل مسطح است، منطقهٔ غربی با ساحل پهن و وسیع که حوزهٔ آبگیر رودخانه‌ها است و دارای تپه‌های گرد می‌باشد، منطقهٔ جنوب‌غربی با کوه‌ها و دره‌ها و منطقهٔ شمال‌شرقی که حوزهٔ وسیع رودخانهٔ ناک‌دونگ است.
نوع زمین در کرهٔ جنوبی بیشتر کوهستانی است و بخش بزرگی از آن قابل کشت نمی‌باشد. زمین‌های پست عمدتاً در غرب و جنوب‌شرقی این کشور قرار دارند و حدود ۳۰ درصد کل مساحت کشور را شامل می‌شوند. نزدیک به سه هزار جزیره، که بیشتر آن‌ها کوچک و غیرمسکونی هستند، در سواحل غربی و جنوبی کشور واقع شده‌اند. استان ججو تقریباً در ۱۰۰ کیلومتری جنوب ساحل کره قرار دارد و بزرگ‌ترین جزیرهٔ این کشور با مساحت ۸۴۵٫۱ کیلومتر مربع است. ججو همچنین جایگاه بلندترین نقطهٔ کرهٔ جنوبی یعنی هالاسان است که ۱۹۵۰ متر از سطح دریا ارتفاع دارد.
جزایر لیانکورت راکس و اوللئونگدو شرقی‌ترین و سوکوترا راک جنوبی‌ترین جزایر کرهٔ جنوبی به‌شمار می‌آیند.
کرهٔ جنوبی دارای ۲۰ پارک ملی و چندین مکان طبیعی ملی مانند بوسئون و همچنین پارک اکولوژیکی خلیج سونچئون در استان جونگ‌لا جنوبی است.

## رودها و منابع آب

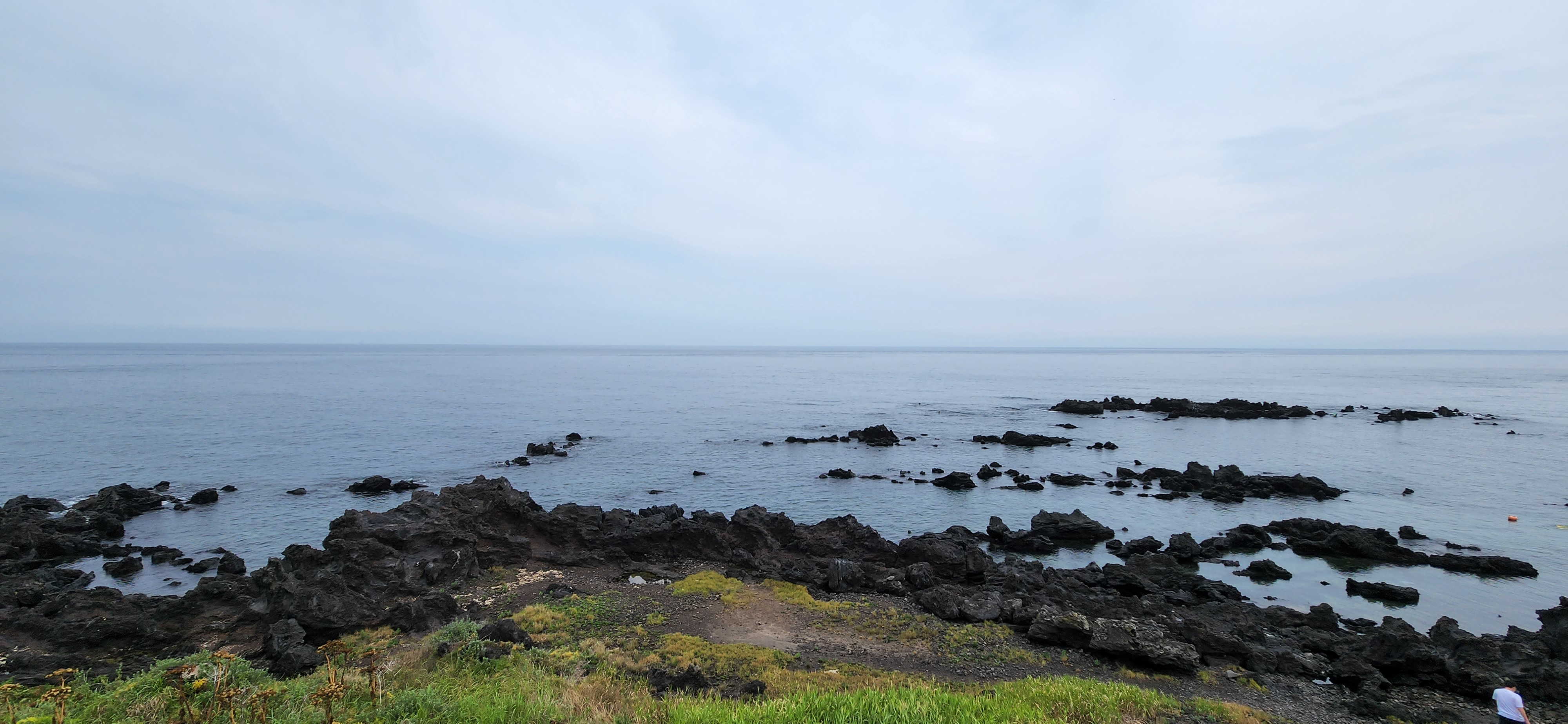
خط ساحلی از جاده ساحلی رنگین‌کمان دودودونگ دیده می‌شود

بیشتر رودخانه‌های کره جنوبی از کوه‌های شرقی سرچشمه می‌گیرند و به سوی غرب یا جنوب جریان می‌یابند. رود هان که از سئول، پایتخت کشور، می‌گذرد، یکی از اصلی‌ترین رودهای کشور است. رود ناک‌تونگ طولانی‌ترین رود کره جنوبی محسوب می‌شود و از استان گیونگ‌سانگ شمالی سرچشمه گرفته و پس از پیمودن ۵۲۱ کیلومتر به دریای جنوب می‌ریزد.
منابع آب کشور نقش مهمی در تولید برق‌آبی و تأمین آب آشامیدنی و کشاورزی دارند. با وجود بارش‌های سالانه، کره جنوبی در سال‌های اخیر با مشکلات کمبود آب در برخی مناطق به‌ویژه در فصول خشک مواجه بوده است.

## اقلیم
کره جنوبی دارای آب‌وهوای متنوعی است که در شمال بیشتر به اقلیم قاره‌ای مرطوب و در جنوب به اقلیم نیمه‌گرمسیری مرطوب شباهت دارد. زمستان‌ها معمولاً سرد و خشک و تابستان‌ها گرم و مرطوب هستند. میانگین بارش سالانه بین ۱۰۰۰ تا ۱۸۰۰ میلی‌متر است که بیشتر آن در فصل باران‌های موسمی در تابستان می‌بارد. میانگین دما در ماه ژانویه حدود ۲- درجهٔ سانتی‌گراد و در ماه اوت حدود ۲۵ درجهٔ سانتی‌گراد است.

## پوشش گیاهی و جانوری

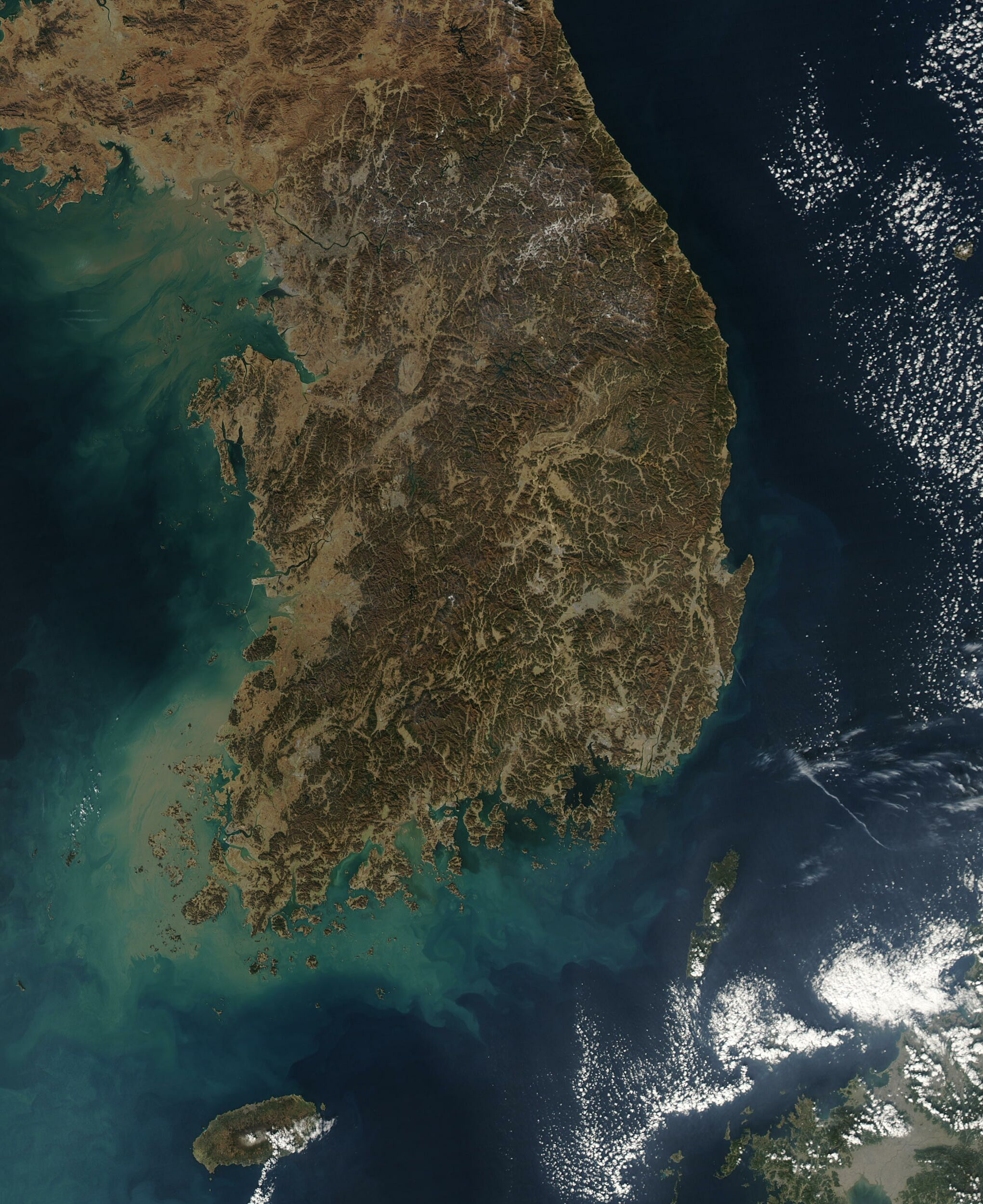
دید ماهواره‌ای از کره جنوبی

## تقسیمات کشوری

استان‌های کره جنوبی.